# José Pérez Vidal
José Pérez Vidal (Santa Cruz de La Palma, 20 de octubre de 1907 - Ibidem, 24 de julio de 1990) fue un escritor, etnólogo y folklorista español. Se licenció en derecho en Universidad de Madrid, y posteriormente Doctor en Filosofía y Letras por la misma universidad, en la sección de Geografía e Historia.
Fue colaborador en la prensa periódica de diversas ciudades de España. Desde muy joven recopiló y estudió abundantes materiales de literatura oral, dialectología y etnografía, y colaboró con diversas instituciones académicas y museos.

## Biografía
Inició sus actividades como publicista en revistas literarias de Santa Cruz de Tenerife, así como en Madrid y Barcelona. Sus incursiones en los campos de la historia, la literatura y la cultura popular irían siendo publicados en periódicos y revistas, como en El Tiempo de Santa Cruz de La Palma, Revista de Historia de La Laguna, Hoy de Santa Cruz de Tenerife, El Museo Canario de Las Palmas, la revista Azor de Barcelona, los Anales de la Universidad de Madrid, etc.
Fue nombrado Delegado del Gobierno en La Palma en 1933. La Guerra Civil lo sorprendió en la capital de España mientras preparaba las oposiciones a cátedra de Literatura de Institutos de Bachillerato. Durante aquella época fue profesor del Institut Escola Manuel B. Cossío de la Generalidad de Cataluña. Regresó a Canarias después de la guerra y, entre 1940 y 1948, fue profesor del Instituto de Bachillerato de Santa Cruz de La Palma.
Uno de sus proyectos más importantes de aquellos años fue la edición de la Colección de voces y frases provinciales de Canarias, de Sebastián de Lugo, impresa en Santa Cruz de La Palma, en los talleres del Diario de Avisos y auspiciada por la Facultad de Filosofía y Letras de la Universidad de La Laguna.
Promovió la fundación de la Academia Insular de Música de La Palma de la que fue secretario desde 1946 a 1948. En ese año regresó a Madrid e inició su colaboración con el Centro de Estudios de Etnología Peninsular y en la Revista de Tradiciones Populares. Fue nombrado un año después colaborador eventual del Consejo Superior de Investigaciones Científicas (CESIC), donde tuvo más tarde una plaza en propiedad, primero como colaborador y luego como investigador. Desde su incorporación al CESIC, se mantuvo en él hasta el final de su vida profesional activa. Su labor en esta etapa es muy fructífera: largo catálogo de artículos, recensiones, notas bibliográficas y otras contribuciones menores. Ejerció gran influencia en la Asociación Española de Etnología y Folklore (creada en 1952), en la que pasó a pertenecer al primer Consejo Directivo y en la que llegó a ser vicepresidente.
Desde 1954 hasta su jubilación, trabajó simultáneamente en el CSIC como conservador y secretario del prestigioso Museo del Pueblo Español de Madrid.
Como responsable que llegó a ser de dicho museo, José Pérez Vidal se acordaba del cúmulo de material que para Canarias se perdía cuando decía: Hoy conseguir un trillo en La Palma es dificilísimo e igual que un yugo, una canga... Las cangas de La Palma no son las mismas de Tenerife o Gran Canaria, pues en Tenerife o Gran Canaria usan yugo cornal, igual que aquí en Castilla. En La Palma y en El Hierro usan la canga portuguesa. Se perderá material para cuando se pretenda llevar a cabo la realización de un museo... Habrá que conseguirlas de mentira, falsas.
Tras ser becado por el Gobierno francés en 1956 para una investigación de temas museísticos, en 1961 lo fue por el portugués para investigaciones filológicas y lingüísticas. En 1962 fue nombrado miembro de la Comisión Técnica de Etnología del Instituto Central de Restauración y Conservación de Obras y Objetos de Arte, Arqueología y Etnología. Pertenecía a la Real Academia Española como correspondiente desde 1947, a la Real Sociedad Geográfica, a la Asociación Española de Etnología y Folklore, al Museo Canario de Las Palmas, al Instituto de Estudios Canarios de La Laguna, a la Sociedad Peruana de Folklore, a la Sociedad Arqueológica de Bolivia, a la Sociedad Folklórica de México, a la Sociedad de Amigos del Arte Popular de Buenos Aires, entre otros. Obtuvo el Premio Canarias de Investigación en mayo de 1984. Ese mismo año, el Ayuntamiento de Santa Cruz de La Palma acordó poner su nombre a una calle de la ciudad.

## Publicaciones destacadas
Aparte de los numerosos artículos, destacan en su producción:
- Historia del cultivo del tabaco en España (1956).
- Medicina y dulcería en el Libro de Buen Amor (1981).
- Ensayos de etnografía y folklore canarios (1985).
- Folklore infantil canario (1986).
- El romancero en la isla de La Palma (1987).
- Aportación de Canarias a la población de América: su influencia en la lengua y en la poesía tradicional (1991).